# Тоин
Тоин (јап. 東員町) град је у Јапану у префектури Мије. Према попису становништва из новембра 2012. у граду је живело 25.552 становника.

## Становништво
Према подацима са пописа, у граду је 2012. године живело 25.552 становника.
| 1995.  | 2000.  | 2005.  |
| ------ | ------ | ------ |
| 26.235 | 26.305 | 25.897 |